# Inga Freidenfelds
Inga Freidenfelds (Riga, 25 aprile 1935 – Adelaide, 9 aprile 2022) è stato un cestista lettone naturalizzato australiano.

## Carriera
Con l'Australia ha disputato le Olimpiadi del 1956, segnando 11 punti in 7 partite.